# Карлхајнц Ферстер
Карлхајнц Хелмут Ферстер (рођен 25. јула 1958. у Мосбаху) бивши је немачки фудбалер.
Играо је на позицији либера. У каријери је наступао за немачки Штутгарт и француски клуб Олимпик из Марсеља. Његов старији брат Бернд Ферстер, такође је био фудбалер. Са фудбалском репрезентацијом Западне Немачке освојио је првенство Европе 1980, док је на светским првенствима два пута (1982. и 1986) био вицешампион. Два пута је изабран у најбољи тим Европских првенстава, 1980. и 1984. године. Био је најбољи немачки фудбалер 1982. године.

## Клупски успеси

### Штутгарт
- Првенство Немачке (1) : 1983/84.

### Олимпик Марсељ
- Прва лига Француске (2) : 1988/89, 1989/90.
- Куп Француске (1) : 1988/89.

## Репрезентативни успеси

### Западна Немачка
- Европско првенство (1) : 1980.
- Светско првенство : финале 1982, 1986.